# Melissa Holt
Melissa Holt, née le 11 décembre 1976 à Napier, est une coureuse cycliste néo-zélandaise. Active dans les années 2000, elle a été trois fois championne de Nouvelle-Zélande sur route et cinq fois en contre-la-montre.

## Palmarès
- 2000
  - 3e du championnat de Nouvelle-Zélande sur route
- 2001
  -  Championne de Nouvelle-Zélande contre-la-montre
  -  Championne de Nouvelle-Zélande sur route
- 2002
  -  Championne de Nouvelle-Zélande contre-la-montre
  - 2e du championnat de Nouvelle-Zélande sur route
- 2004
  - Grand Prix de Chambéry
- 2005
  - 2e du championnat de Nouvelle-Zélande sur route
  - 2e du championnat de Nouvelle-Zélande contre-la-montre
  - 3e du Luk Challenge
  -  Médaillée de bronze de la poursuite aux Jeux océaniens
- 2006
  - 2e du Geelong Tour
- 2007
  - Vuelta de Bisbee :
    - Classement général
    - Prologue, 1re et 3e étapes

  - 2e du championnat de Nouvelle-Zélande sur route
- 2008
  -  Championne de Nouvelle-Zélande contre-la-montre
  -  Championne de Nouvelle-Zélande sur route
- 2009
  -  Championne de Nouvelle-Zélande contre-la-montre
  -  Championne de Nouvelle-Zélande sur route
  -  Médaillée d'argent du championnat d'Océanie du contre-la-montre
  - 5e du championnat d'Océanie sur route
- 2010
  -  Championne de Nouvelle-Zélande contre-la-montre
  - 9e du Tour de l'île de Chongming

## Classements mondiaux
| Année                                 | 2009 | 2010 |
| ------------------------------------- | ---- | ---- |
| Classement UCI                        | 183e | 123e |
|                                       |      |      |
| Légende : nc = non classéSource : UCI |      |      |